# 雾水葛属
雾水葛属（学名：Pouzolzia）是荨麻科下的一个属，为草本或灌木植物。该属共有约50种，分布于热带地区。
属名Pouzolzia为纪念法国植物学家P. C. Mariede Polzolz（1785-1858）而命名。